# Non accreditato
Non accreditato è un'espressione che si usa in ambito cinematografico. Nello specifico significa che un attore, regista, sceneggiatore ecc. non vuole comparire nei titoli di testa o nei titoli di coda.
Spesso capita di vedere che un attore, agli inizi di carriera, in un film non compare nei titoli; solitamente ciò accade per il semplice fatto che ha piccole parti o comparse.